# Общественный переулок (Санкт-Петербург)
Обще́ственный переулок — переулок в Невском районе Санкт-Петербурга. Проходит от проспекта Обуховской Обороны до Перевозной набережной.

## История
Название Общественный переулок известно с 1894 года, связано с местонахождением общества ямщиков села Смоленское.

## Достопримечательности
- Невский метизный завод